# Бургсалах
Бургсалах (њем. Burgsalach) општина је у њемачкој савезној држави Баварска. Једно је од 27 општинских средишта округа Вајсенбург-Гунценхаузен. Према процјени из 2010. у општини је живјело 1.183 становника. Посједује регионалну шифру (AGS) 9577120.

## Географски и демографски подаци
Бургсалах се налази у савезној држави Баварска у округу Вајсенбург-Гунценхаузен. Општина се налази на надморској висини од 583 метра. Површина општине износи 19,3 km². У самом мјесту је, према процјени из 2010. године, живјело 1.183 становника. Просјечна густина становништва износи 61 становника/km².